# Colonel Fabien (stacja metra)
Colonel Fabien - stacja 2. linii metra  w Paryżu. Znajduje się na pograniczu 10. i 19. dzielnicy Paryża.  Została otwarta 31 stycznia 1903.